# Trioza euryae
Trioza euryae är en insektsart som beskrevs av Yang 1984. Trioza euryae ingår i släktet Trioza och familjen spetsbladloppor. Inga underarter finns listade i Catalogue of Life.